# Калашник Володимир Семенович
Калашник Володимир Семенович (3 липня 1936, с. Верхня Мануйлівка Козельщинського району Полтавської області — 6 січня 2022, Харків) — український мовознавець, поет, доктор філологічних наук з 1992, професор з 1994, академік АН ВШ України, з 2006 — дійсний член УВАН (США).

## Біографія
Закінчив 1958 Харківський університет.
Учителював. З 1967 — працював на кафедрі української мови Харківського університету (з 1986 — завідувач).
У 1974—1976 рр. викладав українську мову на відділенні славістики Університету Бордо-III (Франція).
Під керівництвом Володимира Калашника науковці кафедри видали низку словників і довідників, зокрема колективний «Тлумачний словник української мови» (2002, 2005).
Калашник також є автором поетичних збірок «Осінній дивоцвіт» (2000), «Бентежне надвечір'я» (2004), «Біла зоря» (2006).
Професор Каразінського університету Володимир Калашник 6 січня 2022 року пішов із життя.

## Наукова діяльність
Праці — з української фразеології та лінгвостилістики («Фразеологія сучасної української мови», 1977, у співавт.; «Фразотворення в українській поетичній мові радянського періоду», 1985; «Особливості слововживання в поетичній мові», 1985); посібники з української мови («Самоучитель украинского языка», 1989, 1990, 1993, у співавт.; «Русско-украинский разговорник», 1992, у співавт.).
Співукладач «Словника фразеологічних антонімів української мови» (2004).
Нагороджений Почесною грамотою Верховної Ради України. Відмінник освіти України.